# Zofia Topińska
Zofia Topińska domo Bielicka (ur. 15 stycznia 1910 w Krakowie, zm. 4 grudnia 2000 w Warszawie) – polska doktor nauk społecznych, przedszkolanka i Sprawiedliwa wśród Narodów Świata.

## Życiorys

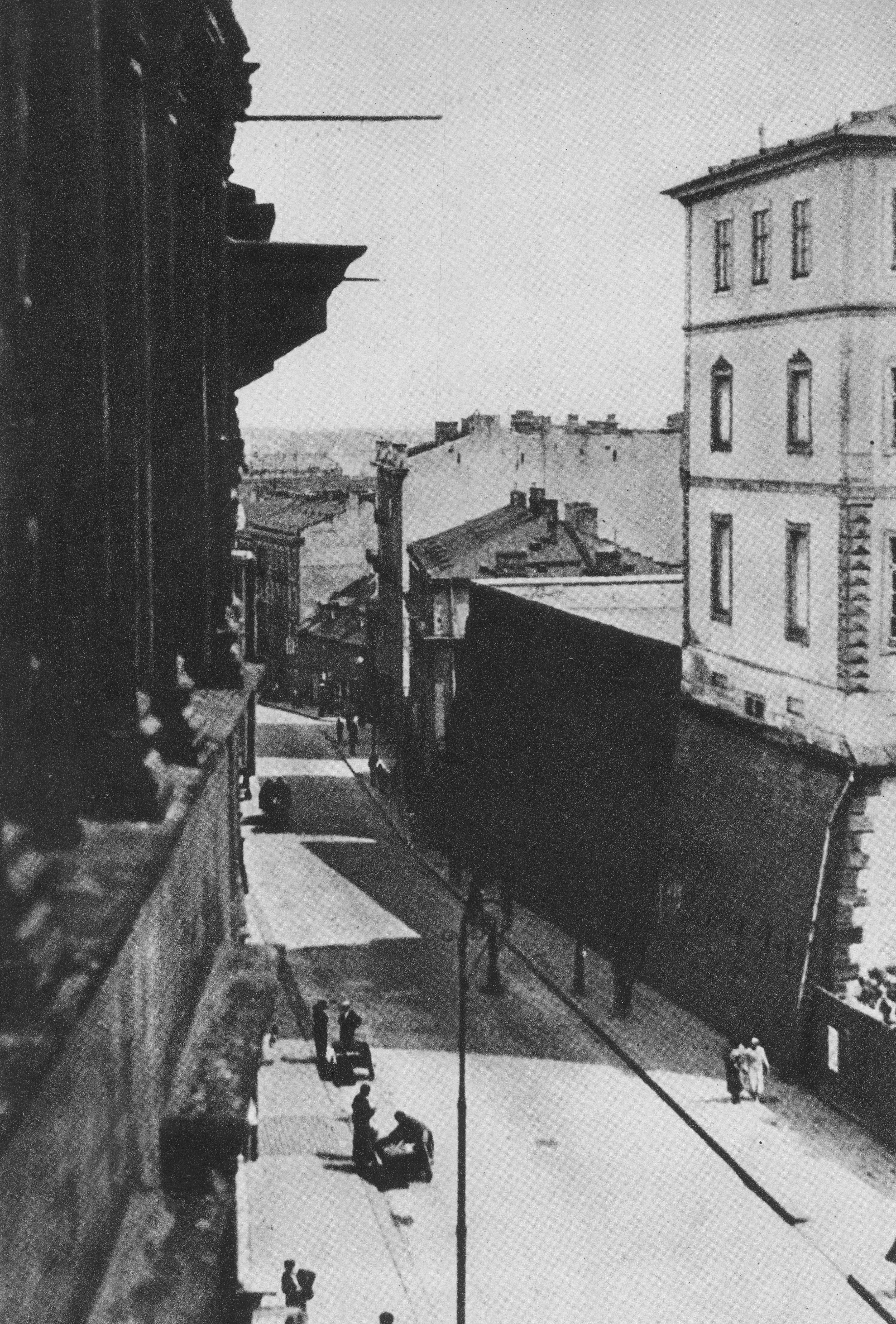
lata 30. XX w., ulica Tamka w Warszawie, przy której Topińska ukrywała ósemkę Żydów podczas okupacji niemieckiej

### Dzieciństwo i młodość
Urodzona w Krakowie jako córka Józefa Bielickiego i Stefanii z domu Dunin. Na przełomie lat 20. i 30. Zofia Topińska była studentką psychologii Uniwersytetu Jagiellońskiego działającą w Związku Niezależnej Młodzieży Socjalistycznej. Tamże poznała Jana Topińskiego, z którym wzięła ślub w 1933 r. W 1937 małżeństwo przeprowadziło się z Krakowa na warszawski Żoliborz. Tamże Zofia pracowała jako wychowawczyni w przedszkolu Robotniczego Towarzystwa Przyjaciół Dzieci.

### Pomoc Żydom podczas II wojny światowej
Podczas okupacji niemieckiej Topińska osobiście tworzyła fałszywe dokumenty dla Żydów. Jesienią 1941 r. Topińska zaopiekowała się ośmioosobową żydowską rodziną Hasklerów ze Lwowa, umieszczając ich w willi przy ul. Święcickiego 16. Po najeździe szmalcowników Topińscy przenieśli ósemkę do wynajętego mieszkania przy ulicy Tamka 24 na Powiślu. Również podczas okupacji niemieckiej Topińska ukrywała zagrożonych prześladowaniem rodzinę Baumann. Zorganizowała dla nich mieszkanie na Grochowie przy ulicy Grochowskiej 69. Jedyną z rodziny Baumanów Jadwigę ocalałą z niemieckiej obławy, Topińscy przetransportowali do nowej kryjówki w Broniszach pod Warszawą, gdzie ocalała doczekała wyzwolenia przez Armię Czerwoną. Kolejną osobą ocaloną przez Topińską był Wiktor Jassem. Topińska przewoziła także żydowskie niemowlęta płci męskiej ze Lwowa i zaopatrywała je w sfabrykowane przez siebie dokumenty. Podczas powstania warszawskiego Zofia przebywała na Żoliborzu wspólnie z mężem i synem.

### Losy powojenne
Po przejściu przez obóz w Pruszkowie rodzina dotarła do Krakowa, po czym w 1946 r. wróciła do Warszawy. Wówczas Topińska wróciła do pracy w przedszkolu i zajęła się szkoleniem przedszkolanek. W latach 60. XX wieku uzyskała doktorat na Uniwersytecie Jagiellońskim. W 1968 wspólnie z M. Kwiatowską wydała Metodykę wychowania przedszkolnego. Była autorką wielu specjalistycznych prac z zakresu wychowania przedszkolnego. Była redaktorką miesięcznika „Wychowanie Przedszkolne”.
27 listopada 2007 r. Zofia Topińska została odznaczona tytułem Sprawiedliwa wśród Narodów Świata. Wspólnie z nią uhonorowano jej małżonka, Jana Topińskiego.
Miała trzech synów: Piotra (ur. luty 1943 r.), Andrzeja (ur. sierpień 1945 r.) i Wojciecha (ur. marzec 1948 r.). Zofia Topińska zmarła 4 grudnia 2000 r. Została pochowana na Cmentarzu Wojskowym na Powązkach (B2 tuje 14).